# Mylocheilus caurinus
Mylocheilus · Méné deux-barres
Genre
Espèce
Statut de conservation UICN

 LC  : Préoccupation mineure
Synonymes
- Cyprinus caurinus Richardson, 1836
- Clarkina caurina (Richardson, 1836)
- Mylocheilus lateralis Agassiz & Pickering, 1855
- Mylocheilus fraterculus Girard, 1856

Mylocheilus caurinus, communément appelé Méné deux-barres, est une espèce de poissons de la famille des cyprinidés présent en Amérique du Nord. Il s'agit de la seule espèce du genre Mylocheilus (monotypique).

## Répartition
Le Méné deux-barres est présent du Canada, dans les cours d'eau Nass et Peace en Colombie-Britannique, jusqu'aux États-Unis, en Oregon et Idaho. Il se retrouve aussi aux alentours de Vancouver, le long des plages de Spanish Banks (en) et dans le parc national des North Cascades dans l'État de Washington.

## Description
La taille maximale connue pour Mylocheilus caurinus est de 36 cm, avec une taille habituelle autour de 20 cm.

## Étymologie
Le genre Mylocheilus, dérivé du grec ancien μυλών, mulôn, « moulin », et χεῖλος, kheîlos, « lèvre », fait référence à la gaine osseuse présente autour des lèvres.
Son nom spécifique, caurinus, dérivé du latin caurus, « vent du nord-ouest », fait référence à l'aire géographique de cette espèce dont la localité type se situe dans l'État de Washington.